# 10046 Creighton
10046 Creighton (1986 JC) là thiên thạch vành đai chính được phát hiện bởi Khảo sát Quốc tế thiên thạch gần Trái Đất ở Palomar. Nó được đặt theo tên James M. Creighton, một kiến trúc sư người Mỹ.